# Бриедис, Фридрих Андреевич
Фри́дрих Андре́евич Брие́дис (Бредис; латыш. Frīdrihs Briedis; 1888—1918) — участник Первой мировой войны, Георгиевский кавалер, полный кавалер ордена Лачплесиса, полковник, один из первых организаторов латышских стрелковых батальонов. Командир 1-го Усть-Двинского латышского стрелкового полка, руководитель антибольшевистской Латышской национальной подпольной группы.

## Биография
Родился 23 июня 1888 года в деревне Кленовики Ловожской волости Полоцкого уезда Витебской губернии, в крестьянской семье латышских переселенцев Андрея и Юлии Георгиевны Бриедис. Был женат, имел дочь.
Сдав экстерном экзамены в Орловском кадетском корпусе, в 1906 году поступил в Санкт-Петербургское пехотное юнкерское училище. В 1909 году окончил его и начал службу в Двинске в 99-м пехотном Ивангородском полку.
В чине поручика 99-го пехотного Ивангородского полка за отличие 29 августа 1914 года под Кенигсбергом награждён орденом Святого Георгия 4-й степени
За то, что добровольно вызвался в охотники в опасную разведку, когда же дальнейшее движение со своей партией стало затруднительным, он, переодевшись в крестьянское платье, с явной опасностью для жизни, проник в расположение неприятеля, откуда привез ценные данные, вполне оправдавшиеся, при переходе нашем в наступление, чем значительно помог своей дивизии.
Одновременно он был награждён Георгиевским оружием.
Далее Бриедис получил ордена св. Владимира 4-й степени с мечами, св. Анны 4-й степени, св. Анны 3-й степени, св. Станислава 3-й степени, св. Анны 2-й степени.
В Рождественских боях в декабре 1916 года (одна из немногих относительно удачных операций Северного фронта в Первой мировой войне) латышские стрелки прорвали фронт под Ригой в двух местах — южнее Пулеметной горки и у лесничества Скангель, где наступала 1-я бригада. Контратакой немцам удалось ликвидировать второй прорыв. В изданном уже в советской России исследовании Митавской операции объясняется это так: «Выход из строя капитана Бриедиса, вследствие тяжелого ранения, безусловно имел решающее влияние на успех боя у Скангеля». Вот так: в прорвавшейся бригаде 8 батальонов, да ещё из резерва подошли два сибирских полка, а душой боя был Бриедис — нет его, и прорыв потерян.

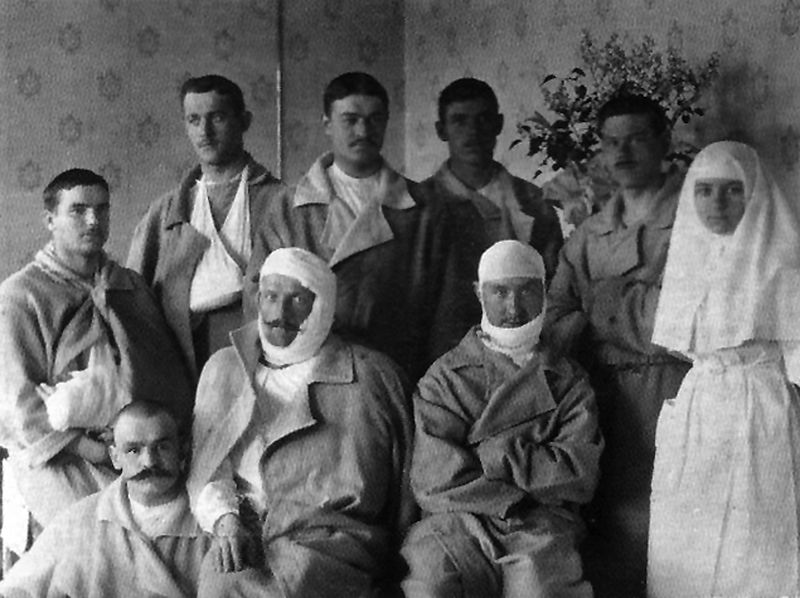
Фридрих Бриедис в военном госпитале

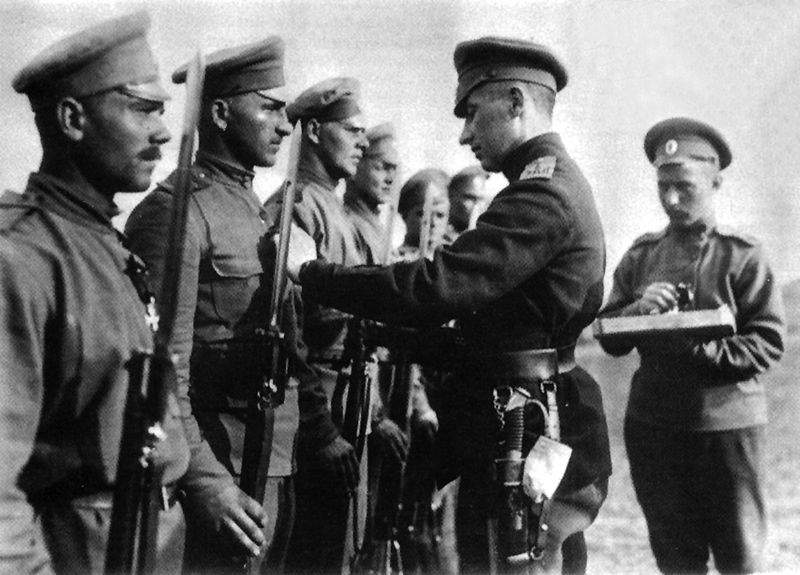
Фридрих Бриедис вручает награды солдатам

В строй, на должность командира 1-го Усть-Двинского полка, Бриедис вернулся уже после Февральской революции. И то, что он увидел, ему очень не понравилось. Армия разваливалась, а латышские стрелки шли в авангарде этого развала. По этому поводу Бриедис в статье для одной из петроградских газет писал:
За два года потери латышей были настолько значительны, что от старой добровольческой гвардии не осталось ничего. В течение трех месяцев я, как латыш, боялся коснуться в печати той страшной болезни, что переживают сейчас латышские стрелковые полки. Но язва с каждым днем росла, углублялась, ширилась и наконец достигла последней своей стадии. Дальше уже неминуема гибель латышских полков. То, что заработано драгоценной кровью в июльских, декабрьских боях на берегах Двины, то теперь забыто, оплевано. Всему латышскому народу, всем латышским стрелкам навесили один позорный ярлык: „Латыши — изменники и предатели“. Нет, народ в этом не повинен, простые стрелки и латышские офицеры еще не раз помогут России, родной нашей армии. В эту тяжелую минуту, чтобы спасти столицу, Временное правительство должно оглянуться на северные берега Двины и твердой, решительной рукой разрубить гордиев узел, разрезать проклятый нарыв, пока еще не поздно. Жалкая кучка провокаторов и германских наймитов, засевшая в исполнительном комитете латышских стрелковых полков (Искомстрел), продает латышский народ. Это отсюда 17 мая вынесена резолюция о поддержке братания в самых широких размерах и об отказе от наступления. Латышский народ, пресса, интеллигенция, офицерство и отдельные команды ответили тысячами резолюций протеста, полных скорби и гнева. А провокаторы образовали специальную немецкую секцию при исполнительном комитете. И началась подлая и темная работа во славу Германии. Все лучшее, видя демагогическую пропаганду предателей, стало массами уходить в ударные батальоны и русские полки.
Большевики тоже не теряют времени даром, и накануне Октябрьского переворота за спиной Бриедиса (тот лечит раненную руку в Тарту), не считаясь с протестом множества офицеров и солдат, добиваются того, что Бриедиса не переизбирают командиром полка.
Сразу после прибытия из Дерпта (Тарту) Бриедиса прямо на вокзале опознает и арестовывает председатель комитета 1-го Даугавгривского латышского стрелкового полка. Приходится думать о побеге. Похоже, что стрелки, отряженные сторожить арестанта, вовсе не жаждут ему мешать, и Бриедису удается бежать через окно туалета.
Примерно в конце декабря Бриедис приехал в Москву. 20 января он был в комиссии Генерального госпиталя и был уволен из военной службы без зачисления в ополчение второго разряда. Пенсии ему не было назначено. 26 или 28 февраля он начал работать в продовольственном комитете. Туда он попал через заведующего реквизиционным отделом Селовра. Жалование его составляло 500 рублей. Часть этих денег он отправлял жене, которая жила в Вигольме. В мае 1918 года он выслал жене 800 рублей. В конце мая 1918 года он оставил службу в продовольственном комитете.
Около 20 апреля в Москве он встретил латыша Арнольда Пинку, который предложил Бриедису работать в разведке против немцев.
В протоколе допроса Бриедиса зафиксировано следующее:
С Пинкой я был знаком уже на фронте. В Москве я с ним встретился случайно. Он предложил мне вести контрразведку, направленную всецело на борьбу против немцев. В Казань и Пермь я ездил в начале июня с. г. для подыскания немецких агентов. Документы на проезд дал мне Бирзе. Сведения; добываемые моей контрразведкой, я давал Пинке, и Ткаченко, и Бирзе. Пинка приходил ко мне раза три-четыре, я у него не был ни разу. К Ткаченко я ходил. Рубиса и Кевешана я знаю также с фронта. С Рубисом в Москве встретился случайно. После этого Рубис ко мне заходил. Кевешан знал мой адрес с полка, и зашел он ко мне навести некоторые справки насчет Прибалтийского края.
О том, что Пинка состоит в организации, преследующей чисто политические цели контрреволюционного характера, я не знал, иначе я бы не остался с ним работать. После моего приезда из Казани, когда я по газетам узнал, что это за организация, в которой я работал, и какие цели она преследует, то я бросил эту работу.
С кем Пинка имел организационные связи, я не знаю. Фамилии каких-нибудь участников организации, кроме общеизвестных, назвать не могу.

Работал против немцев исключительно. Мною были даны тов. Бирзе фамилии Зборомирского, Римского-Корсакова, Аркадьева и Белорукова как участников германской организации…
Как следовало из его показаний, Бриедис согласился вступить в эту организацию, не зная её политических целей. По его словам, название организации он узнал только после ареста Пинки и других членов «Союза спасения родины и революции» («Союза защиты Родины и Свободы»). Получил около 2000 рублей на организацию разведки на Украине и Прибалтийском крае. По его словам, организовать разведку в Москве ему было очень трудно. Около начала июня он поехал в Казань, чтобы организовать там разведчиков из числа немецких и австрийских пленных. В Казань он приехал около 8 июня и остановился в гостинице «Биржа». Пробыл он там около пяти дней, потом он поехал в Пермь, а оттуда обратно в Москву.
Бриедис активно работал в Латышской национально-демократической партии, сотрудничал и с Национальным союзом латышских воинов, и с Латышским временным национальным советом, и с антибольшевистским движением.
23 июля 1918 года Бриедиса арестовали. Держали его на Лубянке. Товарищи готовили побег, но что-то не сложилось. После попытки побега Бриедиса перевезли в Бутырку. В тюрьме он получил газету со своим некрологом, а через четыре дня — газету, в которой сообщалось, что он арестован. Из тюрьмы Бриедис пишет на волю, что не надо ради него идти на жертвы. Будучи глубоко религиозным и храбрым человеком, смерти он не боялся.
Бриедис оказался единственным из руководства «Союза», кого чекистам удалось арестовать ещё до начала восстания. На допросах он все отрицал: да, Пинкис предложил ему вступить в организацию, но работали они исключительно против немцев. «С кем Пинка имел связи — не знаю, — записано в протоколе допроса, — фамилии каких-либо участников организации, кроме общеизвестных, назвать не могу». Впрочем, следователям и так все было ясно: показания Пинкиса, да и та самая подшитая к делу статья, в которой Бриедис клеймил большевиков как изменников, выдавали его с головой.

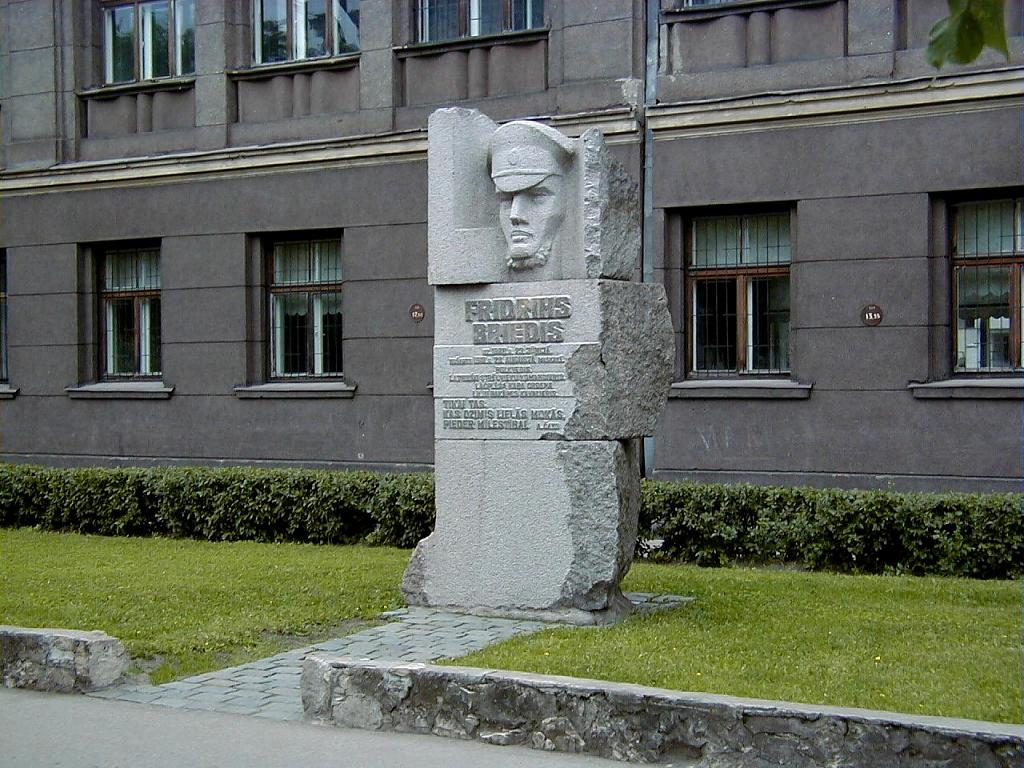
Памятник Ф. Бриедису у здания рижской школы № 13

Расстреляли Фридриха Бриедиса в ночь с 27 на 28 августа, вероятно по личному приказу зам. председателя ВЧК Я. Х. Петерса.
В Латвии Бриедис посмертно был награждён орденом Лачплесиса 1-й степени за № 1 (высшая воинская награда Латвийской Республики) — за Рождественские бои. Его именем в Риге названа улица (Пулквежа Бриежа), установлен памятник около Рижской 13-й средней школы. В Даугавпилсе, где Бриедис учился и служил, установлена памятная доска.
Историк Сергей Петрович Мельгунов писал:
Покойный Фридрих Андреевич Бредис — один из самых доблестных офицеров Великой войны и латышский национальный герой — не любил делать дело наполовину. Выдаваемые им документы были всегда настоящие, и люди, ими снабженные, легко сходили у большевиков за своих

## Киновоплощения
- Улдис Думпис в художественном фильме режиссёра Сергея Тарасова «Петерс»